# Otzma Yehudit
Otzma Yehudit (hebreu: עוֹצְמָה יְהוּדִית‎; que significa Poder Jueu) és un partit polític d'extrema dreta d'Israel. Es va formar inicialment amb el nom Otzma LeYisrael (hebreu: עוֹצְמָה לְיִשְׂרָאֵל‎; que significa Força per Israel), el 13 de novembre de 2012 pels diputats Aryeh Eldad i Michael Ben-Ari que van deixar la Unió Nacional per a formar un nou partit amb la intenció de concórrer a les Eleccions legislatives d'Israel de 2013
Otzma Yehudit és ideològicament descendent del prohibit partit Kach del rabí Meir Kahane. Michael Ben-Ari és el portaveu i president del partit. El director executiu del partit és Zvi Sukkot.

## Història
El partit es presentà a les Eleccions legislatives d'Israel de 2013, però li van faltar 9.000 vots per a superar el llindar mínim del 2% i, per tant, no aconseguí cap escó a la Kenésset. A les Eleccions legislatives d'Israel de 2015 es van presentar conjuntament amb el partit Yachad però tampoc van aconseguir superar el llindar mínim que per aquelles eleccions havia estat augmentat fins al 3,25%. Per a les Eleccions legislatives d'Israel d'abril de 2019 van formar una nova coalició anomenada Unió de Partits de Dreta amb els partits La Llar Jueva i Tkuma. Després que aquesta coalició aconseguís cinc escons a les eleccions, Otzma Yehudit, que el seu representant ocupava el sisè lloc a la llista electoral, anuncià el 25 de juny de 2019 que deixava la coalició per la negativa de La Llar Jueva de posar Itamar Ben-Gvir a la Kenésset utilitzant el sistema de la Llei Noruega (sistema que permet que un ministre deixi el càrrec de diputat, substituint-lo la següent persona de la llista, però que li permet tornar a ocupar el càrrec si deix el govern). El líder del Tkuma Bezalel Smotrich digué que no era possible la utilització de la Llei Noruega en el cas d'un govern temporal, com era aquell, perquè després de les eleccions no s'aconseguí formar govern.
A a les eleccions de 2021, pactaren presentar-se dins de la llista del Partit Sionista Religiós, que també incloïa el partit Noam.
De cara a les eleccions legislatives d'Israel de 2022 mantingueren l'aliança amb el Partit Sionista Religiósi es presentaren en la seva llista. A Otzma Yehudit li tocarien els llocs segon, cinquè, setè, novè i desè llocs de la llista mentre que al partit Noam, que també formà part de la llista en les passades eleccions, se li oferí l'onzè lloc. El partit Noam no acceptà aquesta decisió i anuncià el 28 d'agost que es presentaria, en disconformitat amb l'onzè lloc a la llista que se li havia ofert.

### Al tercer govern de Netanyahu
Després de les eleccions legislatives de 2022, Binyamín Netanyahu tornà a ser nomenat primer ministre el 29 de desembre de 2022, amb una coalició formada per Likkud, Xas, Partit Nacional Religiós - Sionisme Religiós, Noam, Otzma Yehudit i Judaisme Unit de la Torà (JUT). Els membres d'Otzma Yehudit van dimitir del govern el 19 de gener de 2025 a causa de l'alto el foc a la guerra contra Hamàs que va entrar en vigor el 21 de gener, però es van reincorporar al març, després de la represa de la guerra.

## Ideologia
El partit es considera sionista religiós, kahanista (és a dir, seguidor del rabí Meir Kahane), ultra-nacionalista, anti-àrab i d'extrema dreta. i se l'ha titllat de racista tot i que el partit ho nega. Demana l'annexió de Cisjordània i un domini complet d'Israel entre el riu Jordà i la mar Mediterrània. El partit s'oposa a la creació d'un Estat Palestí i demana la cancel·lació dels acords d'Oslo. El partit vol que s'incrementi l'ensenyament de la història jueva a totes les escoles elementals per a «aprofundir la identitat jueva dels estudiants». El partit s'oposa a la congelació de la construcció d'assentaments israelians, alliberament de terroristes i negociacions amb els palestins. El 24 de febrer de 2019, el membre del partit Itamar Ben Gvir va demanar l'expulsió dels ciutadans àrabs que no fossin lleials a Israel. El partit promou el que anomena «capitalisme jueu» i el seu sistema econòmic; els seus plans inclouen estalviar «bilions de xéquels amb la reducció del pressupost de defensa que hi hauria amb l'expulsió de l'enemic» que es podria destinar directament al desenvolupament d'infraestructures, reduir burocràcia i regulacions i dotar de més recursos l'ajuda a la població més necessitada. El partit dona suport a l'ajuda a la gent gran i discapacitats. El partit s'oposa també a l'avortament. El partit està en contra de la política de l'etiqueta de preus.

## Resultats electorals
| Any        | Líder           | Vots                              | %                                 | Escons  | +/– | Govern                |
| ---------- | --------------- | --------------------------------- | --------------------------------- | ------- | --- | --------------------- |
| 2013       | Aryeh Eldad     | 64.782                            | 1,76                              | 0 / 120 | –   | Extraparlamentari     |
| 2015       | Michael Ben-Ari | Dins de Yachad                    | Dins de Yachad                    | 0 / 120 | –   | Extraparlamentari     |
| Abril 2019 | Michael Ben-Ari | Dins la Unió de Partits de Dreta  | Dins la Unió de Partits de Dreta  | 0 / 120 | –   | Extraparlamentari     |
| Set. 2019  | Itamar Ben-Gvir | 83.609                            | 1,88                              | 0 / 120 | –   | Extraparlamentari     |
| 2020       | Itamar Ben-Gvir | 19.402                            | 0,42                              | 0 / 120 | –   | Extraparlamentari     |
| 2021       | Itamar Ben-Gvir | Dins del Partit Sionista Religiós | Dins del Partit Sionista Religiós | 1 / 120 | ▲1  | Oposició              |
| 2022       | Itamar Ben-Gvir | Dins del Partit Sionista Religiós | Dins del Partit Sionista Religiós | 6 / 120 | ▲5  | Coalició (2022-25)    |
| 2022       | Itamar Ben-Gvir | Dins del Partit Sionista Religiós | Dins del Partit Sionista Religiós | 6 / 120 | ▲5  | Suport extern (2025-) |

## Líders
|   | Líder | Líder           | Inici | Final        |
| - | ----- | --------------- | ----- | ------------ |
| 1 |       | Aryeh Eldad     | 2012  | 2013         |
| 2 |       | Michael Ben-Ari | 2013  | 2019         |
| 3 |       | Itamar Ben-Gvir | 2019  | En el càrrec |